# Estalaya

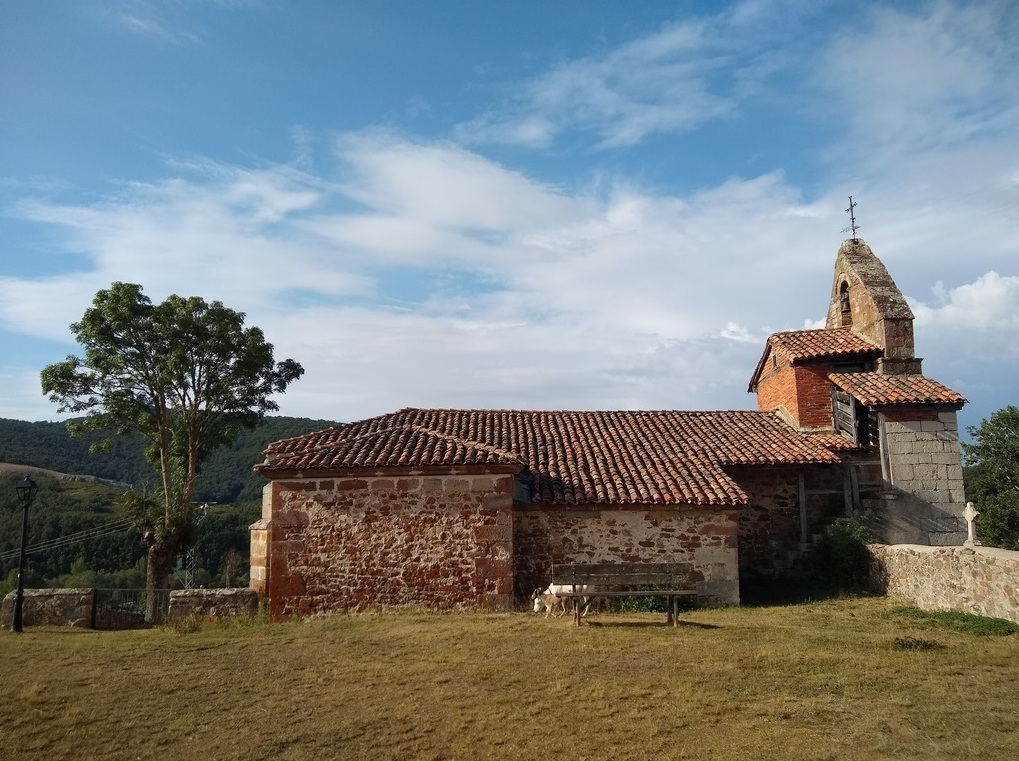
Iglesia de la Asunción

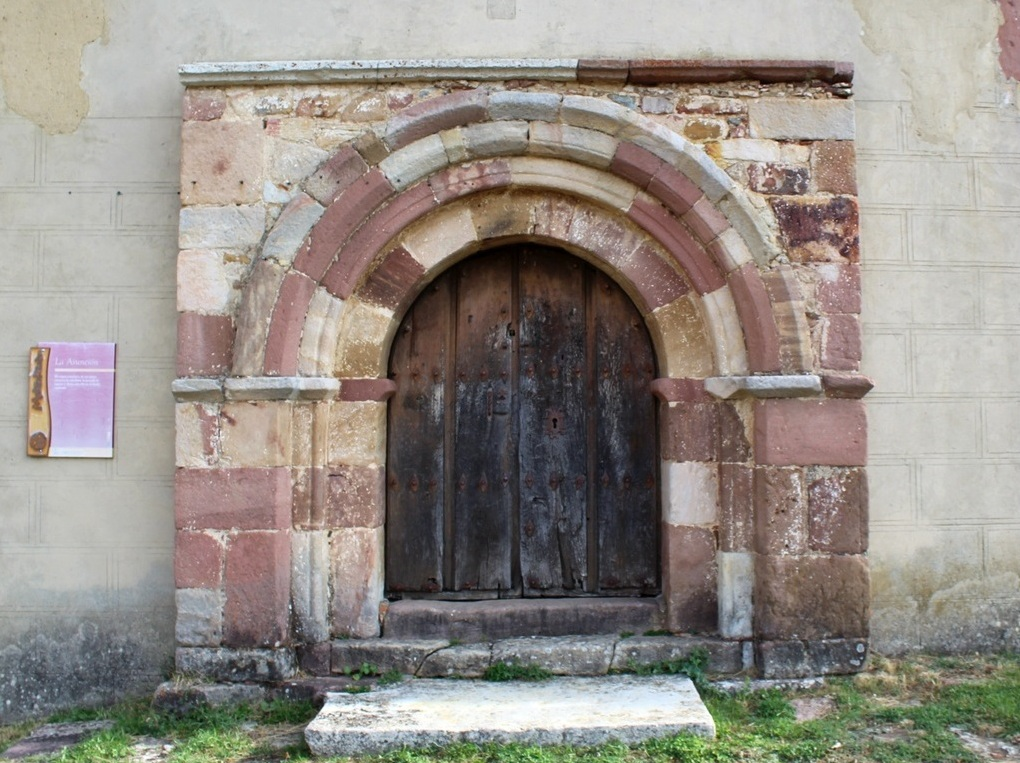
Iglesia de la Asunción. Portada

Estalaya es una localidad y también una pedanía de la provincia de Palencia (Castilla y León, España) que pertenece al municipio de Cervera de Pisuerga.

## Demografía
Evolución de la población en el siglo XXI
| Gráfica de evolución demográfica de Estalaya entre 2000 y 2021     |
|                                                                    |
| Población de derecho (2000-2021) según el padrón municipal del INE |

## Historia
A la caída del Antiguo Régimen la localidad se constituye en municipio constitucional que en el censo de 1842 contaba con 17 hogares y 88 vecinos, para posteriormente integrarse en Celada de Roblecedo.

## El Roblón de Estalaya

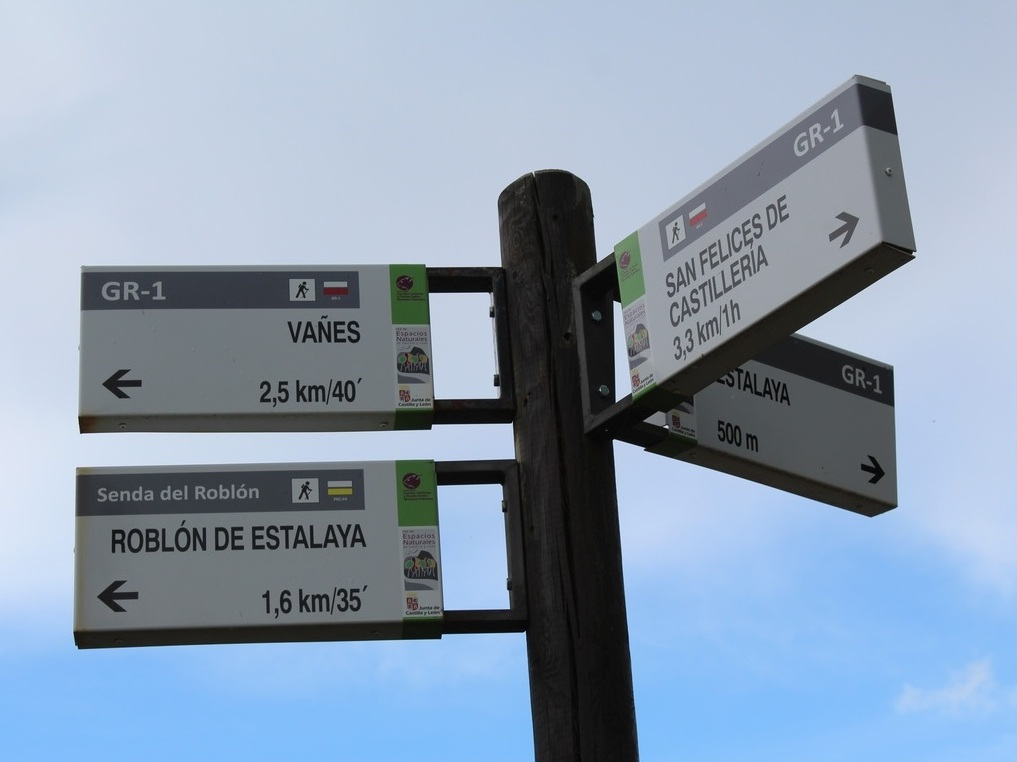
Desde el aparcamiento puede accederse hasta la Senda del Roblón, el GR-1...

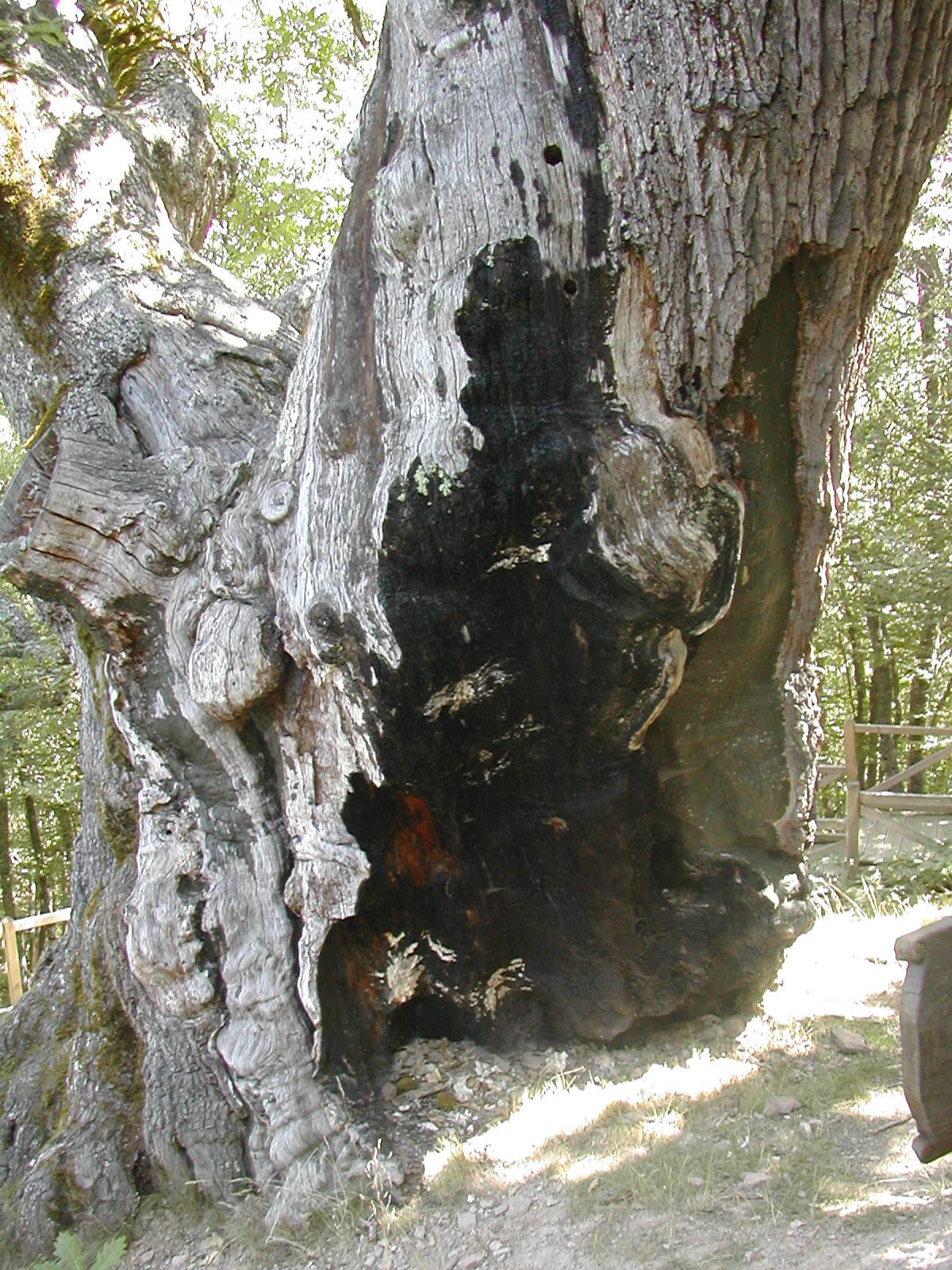
Roblón de la Estalaya, conocido como El Abuelo, y que se encuentra cerca de Vañes, a unos 32 km de Brañosera.

Uno de los grandes atractivos de esta zona es el Roblón de Estalaya, roble legendario conocido como el Abuelo, es el de mayores dimensiones y más longevo de la Montaña Palentina, y es posible que de toda la península.
Sobrevivió a la caída de un rayo (la señal que dejó se puede ver en la imagen del tronco).
Placa Adjunta: 

Junta de Castilla y León 

Árbol Notable 

"EL ROBLÓN DE ESTALAYA" 

Nombre Común: roble albar. 

Nombre Botánico: Quercus petraea Liebl 

Edad estimada: más de 500 años.

Perímetro: 9,80 m 

Altura: 12 m 

Los árboles centenarios han sido venerados en todas las culturas, considerándose portadores de valores simbólicos tales como la sabiduría, la fecundidad, la experiencia. Sus entornos y cobijo de sus ramas sirvieron de escenarios propicios para la celebración de ritos mágicos, asambleas, fiestas y aquelarres. Incluso en nuestra moderna cultura, utilitaria y consumista, causante de la desaparición de bosques y especies diversas, se ha mantenido cierta veneración por esos árboles ejemplares.
El roble simboliza la fortaleza y la majestad. El nombre científico Quercus proviene, o bien del griego Kerkaleos (duro, áspero) o bien del céltico quercuez (árbol bello). Se considera que las bellotas, fueron alimento básico para los pueblos cántabros que poblaban estas comarcas antes de la colonización romana.